# Papat ostrogot

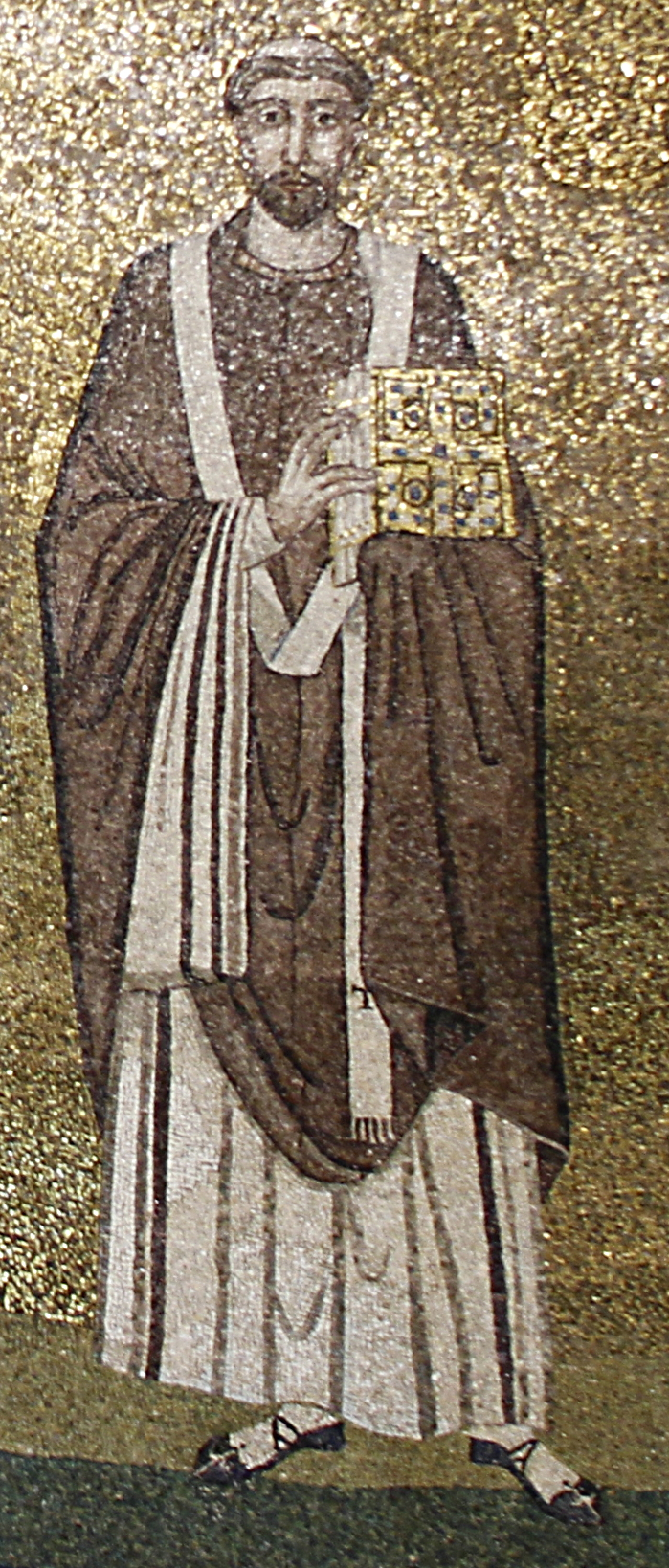
El triomf del Papa Símmac (498-514) sobre l'antipapa Llorenç és el primer cas registrat de simonia en la història papal.

El papat ostrogot va ser un període del 493 al 537, on el papat va ser fortament influenciat pel regne ostrogot, si el papa no va ser nomenat clarament pel rei ostrogot. La selecció i l'administració dels papes durant aquest període va ser fortament influenciada per Teodoric el Gran i els seus successors Atalaric i Teodat. Aquest període va acabar amb la reconquesta de Roma de Justinià I durant la guerra gòtica, inaugurant el papat bizantí (537-752).
Segons Howorth, «encara que no estiguessin massa interferits en el seu treball administratiu, sempre que no interferissin amb la política, els reis gòtics es van immiscir considerablement en la selecció dels nous papes i van dominar àmpliament les seves eleccions. La simonia era escandalosa, igual que les intrigues d'un tipus desacreditat, i la qualitat i la dotació dels candidats es va convertir en d'importància secundària en les seves possibilitats d'ésser elegits, en comparació amb la seva habilitat en corrompre els funcionaris dels reis estrangers i els seus poders per enredar.» D'acord amb l'Enciclopèdia Catòlica «[Teodoric] era tolerant cap a l'Església catòlica i no va interferir en qüestions dogmàtiques. Va romandre el més neutre possible cap al papa, tot i que va exercir una influència preponderant en els assumptes del papat».

## Rerefons
Entre el 493 i el 537: 
regnaren 10 papes:
- Papa Gelasi I (492-496)
- Papa Anastasi II (496-498)
- Papa Símmac (498-514)
- Papa Hormisdes (514-523)
- Papa Joan I (523-526)
- Papa Fèlix IV (526-530)
- Papa Bonifaci II (530-532)
- Papa Joan II (533-535)
- Papa Agapit I (535-536)
- Papa Silveri (536-537)

hi va haver quatre reis ostrogots:
- Teodoric el Gran (474-526) [rei d'Itàlia a partir del 493]
- Atalaric (526-534)
- Teodat (534-536)
- Vitigès (536-540)

i tres emperadors romans d'Orient:
- Anastasi I (491-518)
- Justí I (518-527)
- Justinià I (527-565)

## Història

### Des de la caiguda de Roma

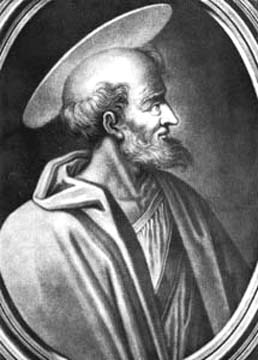
Pope Simplicius (468-483), el papa durant el final de l'Imperi Romà d'Occident

El Papa Simplici (468-483) va ser el papa que va ser testimoni de la caiguda final de l'Imperi Romà d'Occident i va caure malalt en 483. L'elecció papal del 483 de març va ser la primera que va tenir lloc sense l'existència d'un emperador romà d'Occident. Mentre que Simplici encara vivia, el prefecte del pretori, Caecina Decius Maximus Basilius, va convidar al Senat romà, al clergat romà i als principals bisbes locals al mausoleu imperial. Simplici havia publicat un admonitio declarant que cap elecció del seu successor no hauria de ser vàlida sense el consentiment de Basili. Basili era el líder de l'aristocràcia romana i el ministre en cap d'Odoacre, el «rei d'Itàlia». Simplici va ser succeït pel papa Fèlix III (483-492), pel Papa Gelasi I (492-496) i pel papa Anastasi II (496-498).

### El primer cisma
El paper dels ostrogots es va fer evident en el primer cisma. El 22 de novembre de 498, tant el Papa Símmac com l'antipapa Llorenç van ser elegits papa. Símmac va ser aprovat pel Senat romà, però tant l'emperador romà d'Orient Anastasi com el rei gòtic Teodoric el Gran van recolzar originalment a Llorenç, que va ser instal·lat al Palau del Laterà.
Símmac i Llorenç van recórrer a subornar Teodoric pel seu suport, amb fons dels aristòcrates romans que els van donar suport. Aquest és el primer cas documentat de simonia papal, on els dos candidats van intentar subornar els regidors reials, si no el mateix Teodoric, per influir en la seva elecció. Segons DeCormenin i de Lahaye, també va influir en Teodoric per fer front a Símmac i expulsar Llorenç de Roma. Va tenir la por que aquest estava massa influenciat per Constantinoble, però segons Richards això "simplement no esta confirmat per les proves". En anunciar la seva decisió, Teodoric va citar la majoria del suport clerical i el fet de la seva ordenació prèvia.
L'1 de març de 499, Símmac va declarar a un sínode a la basílica de Sant Pereel seu pla de reforma de les campanyes financeres en futures sede vacantes. Llorenç estava entre els que signaven el seu estatut, després d'haver estat nomenat bisbe de Nuceria per consolar-se per haver perdut la seva reclamació al pontificat. Símmac va decretar que els bisbes regnants serien capaços de designar els seus propis successors, acabant la participació dels laics durant almenys mig segle.
Quan els partidaris de Llorenç van tractar de deposar Símmac per haver celebrat la Pasqua segons el calendari equivocat, Teodoric va cridar al papa davant seu a Ariminum per resoldre l'assumpte. Quan arribava Símmac, va descobrir que els càrrecs contra ell incloïen la incondicionalitat i la mala administració de les propietats eclesiàstiques i que van fugir a Roma. La seva fugida va reforçar el partit Llorencià, que va aconseguir persuadir a Teodoric que enviés un visitant a Roma per celebrar la Setmana Santa segons el calendari grec i convocar un sínode per considerar els càrrecs contra Símmac. Pere d'Altinum, bisbe d'Istria, va anar a Roma per supervisar la nova celebració de Pasqua i es va fer càrrec de l'administració de la Santa Seu a l'espera del resultat del sínode.
En les dues primeres sessions, els bisbes italians reunits no van poder acordar els procediments adequats per resoldre l'assumpte, però la tercera sessió va absoldre a Símmac. Teodoric va adoptar una aproximació força senzilla al sínode, rebutjant les peticions repetides que li feien per viatjar a Roma i resoldre l'assumpte personalment. Segons Richards:
«Hi ha alguna cosa realment bastant impactant sobre la forma en què els bisbes reunits de l'Església Catòlica es van quedar per persuadir a un hereu bàrbar per decidir qui seria el papa. No té sentit la idea d'una articulació de la teoria monàrquica papal en la qual l'església era superior a les autoritats laiques, tant les faccions simmàquiques com les llorencianes van apel·lar al rei per a arbitratge en 489 i ambdues parts van acceptar la seva convocatòria d'un sínode. Símmac, de fet, va presentar finalment una decisió sobre el seu cas a Déu i al rei. amb prou feines el tipus de comportament que acceptaria un campió de la supremacia papal. De fet, la regularitat amb què ambdues parts van invocar la intervenció del rei suggereix una visió generalitzada de la seva imparcialitat.»
Malgrat el sínode, Llorenç va poder tornar a Roma, fer-se càrrec de gran part del patrimoni papal i de les esglésies de la ciutat, i va governar des del Palau de Laterà mentre que Símmac va romandre a Sant Pere.

### Després de Símmac
Segons Richards, «la mort del Papa Símmac el juliol de 514 va ser una prova crucial per a la regulació electoral després de gairebé setze anys controvertits de domini simmàquic». No obstant això, la "vella guàrdia simmàquia" controlava una gran majoria dels preveres i diaques i, per tant, van poder triar el papa Hormisdes (514-523) després de només set dies. Hormisdes havia estat probablement nomenat pel mateix Símmac, "un procediment implícit en les regulacions electorals". Hormisdes havia preparat complicades instruccions escrites per als seus enviats a l'Est molt abans de les seves eleccions i va mantenir a Teodoric ben informat de les seves negociacions amb els romans d'Orient.
Hormisdes va ser succeït pel papa Joan I (523-526). Teodoric va casar les seves filles amb els reis de Borgonya, els visigots i els vàndals, arrians. No obstant això, Clovis, rei dels francs, va renunciar a l'arrianisme el 506, igual que Segimon de Borgonya en 516; actes que podrien descriure l'acte d'haver-se "convertit al catolicisme". En 523, Eutharic, rei dels visigots, va deixar de perseguir els no arrians, al mateix temps que l'Església Oriental va començar la seva persecució contra els arrians. Teodoric va crear una marina ostrogòtica i va enviar un emissari a l'Orient, cap pel papa Joan I el mateix en 526.

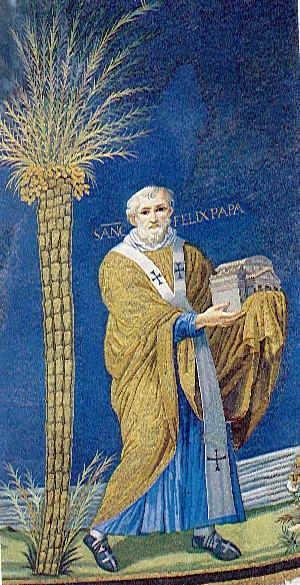
El papa Fèlix IV (526-530) va ser el primer successor de Símmac a tenir problemes per designar un successor.

Joan I va ser succeït pel papa Fèlix IV (526-530). Félix IV va ser la recomanació de Teodoric i la seva elecció va ser confirmada per Atalaric. Va ser nomenat així "per a tots els efectes pràctics" per Teodoric. El procés de nomenament anterior va ser utilitzat sense problemes fins a la mort de Félix IV, que havia donat el pal·li al papa Bonifaci II en el seu llit de mort el 530 i va decretar l'excomunió de qualsevol que es negués a acceptar la successió. Al Senat romà no va agradar la manca d'eleccions i va denunciar a Félix, afirmant un decret del Papa Anastasi II, que havia prohibit la pràctica d'un papa designant un successor. Bonifaci II només va ser recolzat per una minoria del clergat, amb la major participació en el suport de Dioscor, amb només la mort de Dioscor aturant el cisma.
Bonifaci II va intentar reintegrar-se a la pràctica de nomenar el seu successor, però la protesta pública va ser massa gran, cosa que va resultar en una elecció molt disputada del 532 caracteritzada per comptes generalitzats de suborns i coaccions, que van resultar en el Papa Joan II (el primer a prendre un nom papal). El papa Joan va ser triat per Atalaric per evitar una divisió entre les faccions romana d'Orient i gòtica. Atalaric, el rei ostrogot, va obligar a Joan II aprovar els decrets que prohibien qualsevol acord privat per elegir un papa i promulgar límits a la quantitat de diners que es podria gastar durant les eleccions papals (un exemple primerenc de la reforma financera). De fet, el mateix Atalaric va ser capaç d'enginyar l'elecció del papa Silveri, fill del papa Hormisdes, a la mort de Joan II.
Teodat va llançar el seu suport darrere del Papa Agapit I i, per tant, va ser "ben situat per obligar al nou papa Agàpit, perquè havia estat elegit amb el seu suport". Teodahad també va tenir un paper decisiu en la selecció del papa Silveri (536-537), fill legítim d'Hormisdes.

## Efectes de la reconquesta de Justinià
Després que Justinià I reconquerís Roma en la guerra gòtica, "interferir en el pontificat havia estat una de les primeres coses que Justinià havia fet tan aviat com els seus exèrcits es van implantar a Itàlia". Mai abans d'haver completat la seva victòria sobre els ostrogots, Justinià I va fer que el seu comandant Belisari capturés el papa pro-gòtic Silveri (536-537) i instal·lés el papa Vigili (537-555), l'antic apocrisiari papal a Constantinoble. al seu lloc. Silveri va morir i Vigili va ser ordenat en 537, mentre que els gots es van unir i van assetjar Roma. El 542, el rei Totila va reconquerir Roma i, quan el nou general de Justinià, Narses va recuperar la ciutat el 552, Vigili ja no estava a Roma.